# Dipoena braccata
Dipoena braccata là một loài nhện trong họ Theridiidae.
Loài này thuộc chi Dipoena. Dipoena braccata được Carl Ludwig Koch miêu tả năm 1841.